# Кросниці (Нижньосілезьке воєводство)
Кросниці (пол. Krośnice, нім. Kraschnitz) — село в Польщі, у гміні Крошниці Мілицького повіту Нижньосілезького воєводства.
Населення — 1820 осіб (2011).
У 1975-1998 роках село належало до Вроцлавського воєводства.

## Демографія
Демографічна структура станом на 31 березня 2011 року:
|          | Загалом | Допрацездатний вік | Працездатний вік | Постпрацездатний вік |
| -------- | ------- | ------------------ | ---------------- | -------------------- |
| Чоловіки | 917     | 205                | 629              | 83                   |
| Жінки    | 903     | 164                | 514              | 225                  |
| Разом    | 1820    | 369                | 1143             | 308                  |